# (163132) 2002 CU11
2002 سي يو 11 (ويعرف أيضًا باسم (163132) 2002 سي يو 11 وفق تسمية الكوكب الصغير) (بالإنجليزية: 2002 CU11)‏ هو كويكب ضمن حزام الكويكبات؛ وترتيبه 163132 من حيث الاكتشاف.
اكتُشف هذا الجُرم الفلكي بواسطة بحث لنكولن عن الكويكبات القريبة من الأرض في 7 فبراير 2002.

## وصلات خارجية
- (163132) 2002 CU11 في قاعدة بيانات مختبر الدفع النفاث لأجرام النظام الشمسي الصغيرة

- الاكتشاف · مخطط المدار ·  العناصر المدارية · المعلمات المادية

- (163132) 2002 CU11 على موقع ويكي سكاي: DSS2, SDSS, GALEX, IRAS, Hydrogen α, X-Ray, Astrophoto, Sky Map, Articles and images